# 제1캐나다군
제1캐나다군은 캐나다 육군의 편성 단위로, 제2차 세계 대전 기간인 1944년 7월부터 1945년 5월 5일까지 서부 전선에서 복무했다.  제1캐나다군은 1942년 초기에 창설되었으며, 이는 영국 내의 캐나다 군의 늘어나는 숫자로 이 군단을 2개의 군단으로 확장될 필요가 있었기 때문에 2차 세계 대전 초기 창설된 캐나다 군단을 대체하는 목적이 있었다. 1943년 말기 영국 내의 캐나다 군 편성 단위는 3개의 사단과 2개의 기갑 사단, 그리고 독립된 2개의 기갑 여단으로 구성되어 있었다. 군의 첫 사령관은 육군 중장 앤드류 맥너튼이었고, 1944년 해리 크레러 장군으로 교체되었다. 둘 다 제1차 세계 대전 당시 캐나다 군단의 왕립캐나다포병연대의 연대장으로 복무한 경험이 있었다. 다른 연합국 군대의 편성이 캐나다군을 최대 병력으로 유지하기 위해 제1캐나다군에 추가되었다.
제1캐나다군의 병력은 1942년 말기 177,000명이었다. 1년 후 병력은 242,000명으로 증가했다. 노르망디 상륙 직전인 1944년 5월 31일, 병력은 251,000명이었고 이 중 75,000명이 이탈리아 전선에서 복무하고 있었다.

## 역사
제1캐나다군이 1942년 해외에서 창설되었을 때, 육군 원수 맥너튼의 목표는 북서 유럽에서 해협을 도하하는 공격을 지휘하기 위해 캐나다 육군의 통일을 유지하는 것이었다. 제2캐나다보병사단의 2개 여단은 1942년 디에프 기습에서 처절한 패배를 맛보았다.  이러한 열정에도 불구하고 군은 1943년 7월까지 전투를 해보지 않았다. 1943년 캐나다 정부가 캐나다 군대의 활동을 즉각적으로 보고 싶어 했기 때문에 제1캐나다사단과 제1캐나다기갑여단 그리고 제5캐나다사단이 이탈리아 전선에 참가하기 위해 군에서 분리되었다. 1944년 초기, 제3캐나다사단과 제2캐나다기갑여단이 노르망디 상륙의 공격 부분에 참여하기 위해 영국 제1군단에서 분리되었다. 제2캐나다보병사단의 도착으로, 제2캐나다군단이 1944년 7월 초기에 노르망디에서 작전을 수행할 수 있었다. 제1캐나다 군의 본부는 7월 중순까지 노르망디에 도착하지 못했고, 제4캐나다기갑사단이 유럽에 도착하기 이전인 1944년 7월 23일 작전을 수행할 수 있게 되었다.

## 같이 보기
- 캐나다 육군
- 팔레즈 포위전: 오버로드 작전 말기의 포위전으로, 제1캐나다군이 활약한 전투이다.